# Juville
Juville je francouzská obec v departementu Moselle v regionu Grand Est. V roce 2013 zde žilo 118 obyvatel.

## Poloha
Sousední obce jsou: Foville, Liocourt, Moncheux, Thimonville, Tragny a Xocourt.

## Vývoj počtu obyvatel
Počet obyvatel